# Илай Уитни
Илай Уитни Джуниър (на английски: Eli Whitney Jr.), е американски изобретател, известен основно с изобретяването на машината за почистване на памука – едно от възловите изобретения по време на индустриалната революция. До изобретяването и внедряването на тази машина са използвани ръчни приспособления за почистване с използване на метални или дървени ролки, които издърпват влакната на памука. Този вид приспособления (машини) са подходящи за дълговлакнест памук и са с ниска производителност.
Използването на машини за почистването на памука укрепва икономиката на южните щати преди Гражданската война в САЩ и става една от предпоставките за съхранение на робството.
Независимо от многобройните дела, които Илай Уитни води, той не може да извлече ползи от изобретението си. По-късно той работи по военни поръчки за армията и тогава разработва принципа на взаимозаменяемостта на детайлите при монтажа и го внедрява в производството.